# Luís Menezes
Luís Filipe Valenzuela Tavares de Menezes Lopes (20 de Dezembro de 1980) é um economista e político português.

## Biografia
Licenciado em Economia, Economista.
Tornou-se Militante do Partido Social Democrata, do qual é Vice-Presidente.
Foi eleito Deputado à Assembleia da República na XI e XII Legislaturas, onde pertenceu à Comissão Parlamentar de Economia e Obras Públicas, à Comissão Parlamentar da Saúde, à Comissão Parlamentar dos Negócios Estrangeiros e Comunidades Portuguesas e à Comissão Parlamentar Eventual de Acompanhamento das Medidas do Programa de Assistência Financeira a Portugal.